# Université catholique de Belgique

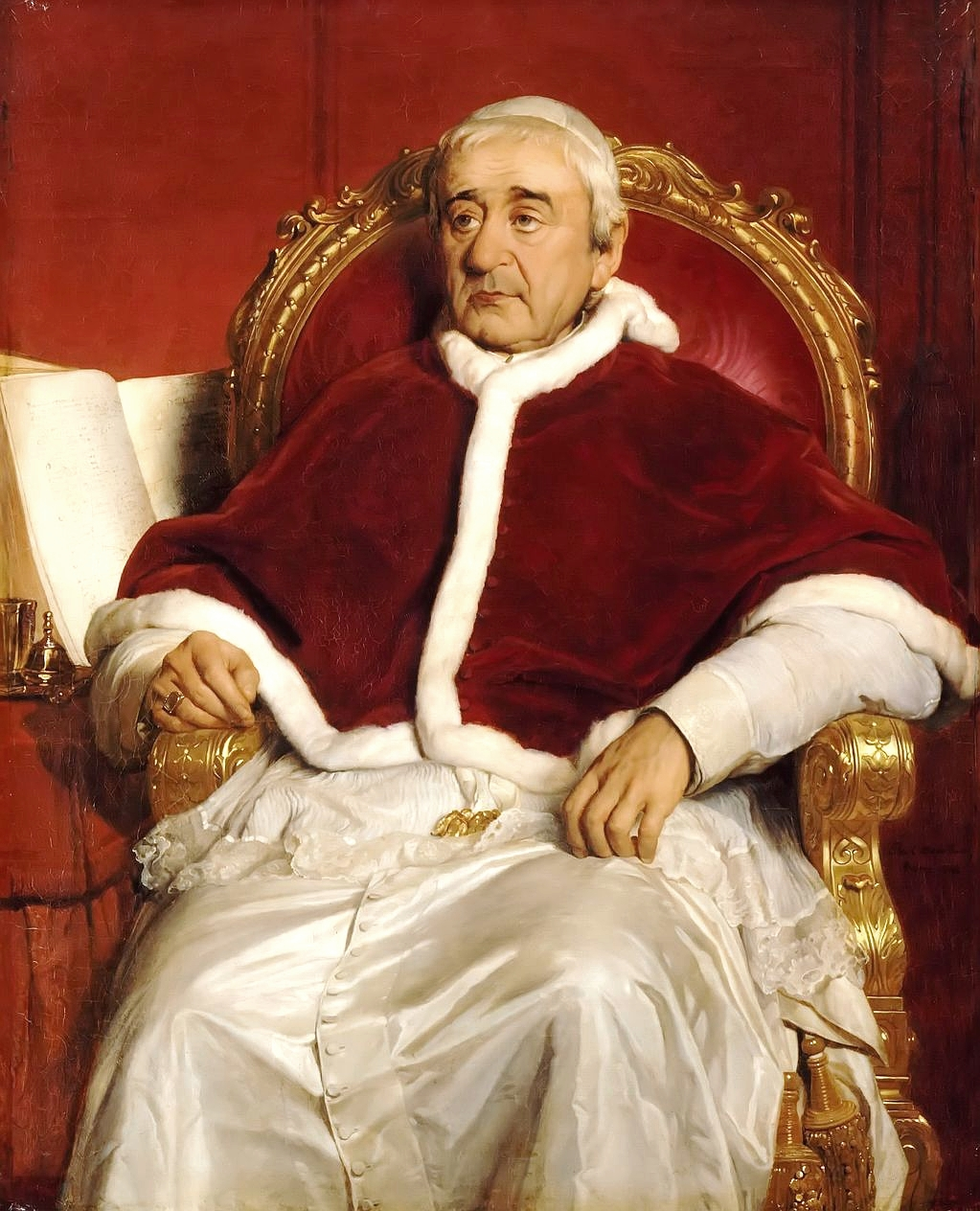
Le pape Grégoire XVI cofondateur avec les évêques de Belgique par bref du 13 décembre 1833 de l'université catholique de Malines puis de Louvain.

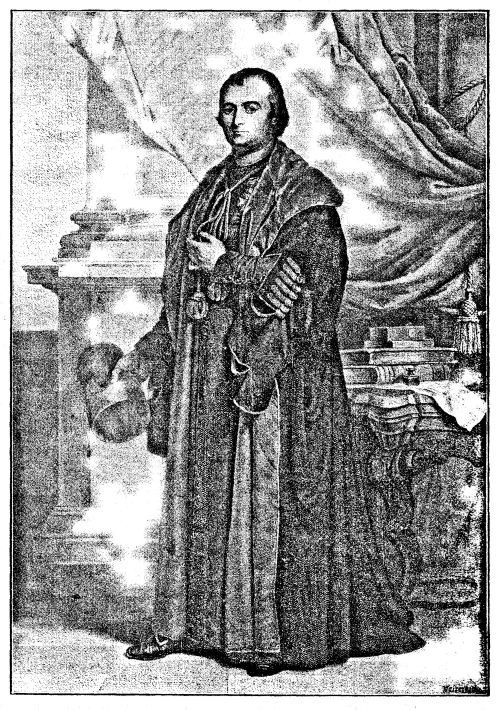
Pierre de Ram, le premier recteur de l'université catholique de Malines, 1834.

L'université catholique de Malines de son nom usuel, fondée en 1834 sous le nom d'université catholique de Belgique, en latin Universitas catholica Belgii, est une université qui fut fondée à Malines le 8 novembre 1834 par les évêques de Belgique, à la suite d'un bref du pape Grégoire XVI donné à Rome le 13 décembre 1833. L'université catholique de Belgique à la suite de la suppression en 1835 de l'université d'État de Louvain s'établit alors à Louvain, où elle prit le nom d'université catholique de Louvain.

## Histoire
L'épiscopat avait décidé de créer une université « pour accueillir toute doctrine émanant du Saint-Siège apostolique et pour faire répudier tout ce qui ne découlait pas de cette source auguste. »
Comme l'écrit Jean-Jacques Hoebanx, « les évêques de Belgique, comme le recteur magnifique, n'avaient pas caché l'orientation nettement ultramontaine de leur œuvre. ».
Le premier recteur en fut l'abbé de Ram.
Cette université nouvelle ne resta qu'un an à Malines et elle déplaça ainsi son siège à Louvain le 1er décembre 1835 et prit alors le nom d'université catholique de Louvain ce qui ne se fit pas sans créer de réactions au sein de la Belgique libérale qui craignait de voir cette université nouvelle usurper non seulement le passé mais les bourses de l'ancienne université de Louvain.

## Les émeutes de 1834
L'annonce de la fondation de l'université catholique de Belgique à Malines par les évêques provoqua des émeutes dans les grandes villes universitaires de Gand, de Liège et de Louvain qui craignaient ainsi de voir disparaître l'enseignement de l'État.

## Les professeurs
L'université comptait comme professeurs:
- M. Thiels, doyen de la faculté et professeur de dogme ;
- M. Verkest, professeur de morale ;
- M. Annocqué, secrétaire de la faculté, donne les prolégomènes de l'Ecriture sainte ;
- M. Wouters, professeur d'histoire ecclésiastique ;
- M. Deram, qui est recteur, donnera le cours de droit canon deux fois par semaine ;
- le comte Charles de Coux (1787-1864), ancien collaborateur de Félicité Lamennais, professeur d'économie politique de 1834 à 1845[11], ayant fait sa soumission publique aux deux encycliques[12]. Au milieu de l'été 1845, Charles de Coux quitte la Belgique pour s'installer à Guérande à la suite de son mariage ; il devient rédacteur en chef de L'Univers[13].

En outre l'abbé de Ram avait veillé à ce que soit donné un cours de langue et de littérature néerlandaises.

## Les étudiants
Dix-neuf élèves des six diocèses de Belgique suivaient les cours de théologie.
Le collège de philosophie comptait plus de quarante pensionnaires et plus de vingt externes.

## Les locaux
Les leçons se donnaient dans les bâtiments de l'ancien archevêché.